# Ponte Phra Pinklao
Il ponte Phra Pinklao (in Thai: สะพานสมเด็จพระปิ่นเกล้า) è un ponte che si trova a Bangkok e attraversa il Chao Phraya vicino al Grande Palazzo Reale, unendo l'isola di Rattanakosin con Thonburi.

## Storia

### Il progetto
Nella fase progettuale, il ponte era chiamato Tha Chang Wang Na (in lingua thai: สะพานท่าช้างวังหน้า) ma, nel giugno 1973, è stato intitolato al principe Pinklao, viceré del Siam tra il 1851 e il 1866.

### Chalerm Sawan 58
Per la creazione del ponte, si dovette smantellare il ponte Chalerm Sawan 58 (in thai สะพานเฉลิมสวรรค์ ๕๘). Quindi la costruzione del ponte iniziò il 4 agosto 1971 e il ponte fu aperto al traffico il 24 settembre 1973 dal primo ministro Thanom Kittikachorn.

### La costruzione
Il ponte è stato costruito dalla società mista Obayashi Gumi e Sumitomo.